# 常田聡
常田 聡（つねだ さとし、1965年(昭和40年)10月 - ）は、日本の工学者。早稲田大学理工学術院教授、環境保全センター所長。東京大学博士（工学）。専攻は化学工学、生物工学、環境工学。
タンパク質を高速高精度で分離精製する膜や、微生物を用いた排水処理、脱窒技術、リン回収技術等で成果を挙げており、排水処理技術ではトップクラスの研究室を自負している。
近年は先端生命医科学センターに細胞機能工学研究室を構え、医・理・工融合研究に関する幅広い研究テーマを手掛けている。実学的研究を志向し、東京女子医科大学、理化学研究所、産業技術総合研究所、等、多くの外部機関と共同研究を行っている。
著名な関係者として、学生として在籍した小保方晴子や、共同研究者の浦川秀敏がいる。

## 来歴・人物

### 学位取得まで
1965年10月生まれ。東京大学工学部化学工学科を卒業し、同大学院工学研究科に進学。
放射線グラフト重合法によりイオン交換基を持つグラフト鎖を多孔性膜に付与し、タンパク質を分離精製する膜を開発し、1994年9月に博士号を取得する。高速・高容量でタンパク質を吸着可能にする材料や手法が認められ、1995年には化学工学会研究奨励賞を受賞する。

### 早稲田大学での排水処理研究
千葉大学の研究生、理化学研究所基礎科学特別研究員を経て、1996年に早稲田大学理工学部応用化学科に平田彰の元で講師として着任。平田・常田研究室として、排水処理等の研究に取り組み

、同分野ではトップクラスの研究室となる。21世紀COEプログラム『実践的ナノ化学教育拠点』のメンバーにもなっている。
2006年には教授に昇進し、大学の再編に伴い2007年には先進理工学部 生命医科学科（先進理工学研究科 生命医科学専攻）へ異動する。東大時代に尊敬していた先生の影響で、10年ごとに新しい研究テーマを立ち上げ、研究室が活気を持つように配慮している。複合微生物やバイオフィルムの数理モデル、シミュレーションに関する研究も行っている

。

### 先端生命医科学センター時代
2008年4月以降、東京女子医科大学の隣に設置された『先端生命医科学センター (TWIns)』に研究室を構える。文部科学省私立大学学術研究高度化推進事業（早稲田大学ハイテク・リサーチセンター）やグローバルCOEプログラム『実践的化学知』教育研究拠点（生体機能部門）のメンバーとなり、多くの大学院生、研究員、共同研究先と医・理・工融合研究を推進している。

2014年1月、常田研究室出身の小保方晴子（理化学研究所ユニットリーダー）が新型万能細胞STAP細胞を発表する。常田も取材に応じて小保方をたたえており、自身が早稲田大学AO入試で面接官をした時や彼女が実験をしていた時の様子を語っていた。しかし、Natureに掲載された論文や博士論文について文章盗用や画像転用の疑惑が生じる。更に副査のバカンティ教授が論文を読んでいないことまで明らかになり、早稲田大学が小保方の博士論文に関する調査委員会を設置する事態に発展。文章盗用の疑惑は常田研究室や理工学学術院の他の博士論文にも波及し、早稲田大学はこの問題についても調査を開始、先進理工学研究科全ての博士論文を調査することになった。7月17日には小保方博士論文の調査結果が発表され、常田ら指導教員の責任も厳しく指摘された。この報告では、常田が十分な指導を行えていなかったことも指摘されている。

## 履歴

### 略歴
- 1989年 - 東京大学工学部化学工学科卒業
- 1991年 - 東京大学大学院工学系研究科化学工学専攻修士課程 修了
- 1994年 - 東京大学大学院工学系研究科化学生命工学専攻博士課程 修了、博士（工学）[1]
- 1994年 - 千葉大学機能材料工学科 研究生[33]
- 1995年 - 理化学研究所基礎科学特別研究員
- 1996年 - 早稲田大学理工学部専任講師
- 1999年 - 早稲田大学理工学研究科助教授
- 2006年 - 早稲田大学理工学研究科教授[33]
- 2007年 - 早稲田大学理工学術院教授
- 2012年 - 早稲田大学環境保全センター 所長 兼任（2014年まで）

### 受賞歴
- 1995年 - 化学工学会研究奨励賞（内藤雅喜記念賞）[注 16]
- 2001年 - 日本生物工学会 第9回 生物工学論文賞[注 17]
- 2002年 - 日本水処理生物学会論文賞
- 2004年 - 平成15年 日本水環境学会論文奨励賞[注 18]
- 2007年 - 化学工学会 化学工学論文集優秀論文賞2006[注 19]
- 2011年 - 日本生物工学会 第19回 生物工学論文賞[注 20]
- 2013年 - 平成24年 日本水環境学会論文賞[注 21]

### 社会的活動
- 化学工学会 - 関東支部幹事[33]、代議員：2001年度-[40]
- 日本化学会 - 代議員：2010年度-[40]
- 日本水環境学会 - 運営幹事[33]、広報委員[33]、常務理事：2011年度-[40]
- 日本生物工学会 - 東日本支部幹事、代議員：2003年度-[40]
- 日本微生物生態学会 - 評議員：2006-2010年度[40]
- その他所属学会[40]

日本水処理生物学会、環境バイオテクノロジー学会、環境科学会、日本イオン交換学会
日本免疫学会、日本細菌学会、腸内細菌学会
ISME (International Society for Microbial Ecology)、ASM (American Society for Microbiology)

## 研究実績

### 学位論文
- 常田聡『イオン交換基を有するグラフト高分子鎖を利用した高性能タンパク質分離膜の開発』東京大学〈博士論文（甲第10781号）〉、1994年9月22日。“学位論文要旨”.   東京大学学位論文データベース. 2014年3月22日閲覧。

### 共著
- 関実、塚田隆夫、福長博、原野安土、荻野博康、菊池康紀、渡邉智秀、車田研一、松村幸彦、常田聡『基礎から理解する化学4 化学工学』みみずく舎、2012年4月。ISBN 978-4-86399-142-2。

### 分担執筆
- 倉根隆一郎 監修『複合微生物系の産業利用と新産業創出』シーエムシー出版、2006年7月。ISBN 978-4-88231-579-7。 - 伊達康博、青井議輝、常田聡『第II編 1. 6 anammox反応を活用した新規生物学的窒素除去技術』。
- 神原秀記、松永是、植田充美 監修 編『一細胞定量解析の最前線－ライフサーベイヤ構築に向けて』シーエムシー出版、2006年12月。ISBN 978-4-88231-595-7。 - 阿部洋、古川和寛、常田聡、伊藤嘉浩『第3章 7 細胞内遺伝子発現検出用の蛍光バイオプローブの設計と合成』。
- 『排水・汚水処理技術集成』エヌ・ティー・エス、2007年5月。 - 常田聡、近藤貴志『5.1.1. 微細気泡化オゾンを利用した排水処理システム』。
- 『バイオフィルムの基礎と制御－特性・解析事例から形成防止・有効利用まで』エヌ・ティー・エス、2008年2月。ISBN 978-4-86043-150-1。 - 松本慎也、常田聡『第1編 2.1 バイオフィルムのシミュレーションモデル構築』。松本慎也、常田聡『第3編 2.1.1 メンブレンバイオフィルムリアクターによる水質浄化』。
- 松永是、竹山春子 監修 編『マリンメタゲノムの有効利用』シーエムシー出版、2009年7月。ISBN 978-4-7813-0114-3。 - 野田尚宏、関口勇地、松田泰嘉、谷英典、常田聡『第I編 3. メタゲノム解析におけるFunction-based screening法の高度化』。
- 大竹久夫 監修 編『リン資源の回収と有効利用』サイエンス＆テクノロジー出版、2009年11月。ISBN 978-4-903413-76-1。 - 蛯江美孝、近藤貴志、常田聡、稲森悠平『3. 4. 5 嫌気/好気/無酸素法とオゾン処理,リン吸着法のハイブリッド化による汚泥減容化とリン除去・回収資源化』。
- 大熊盛也、工藤俊章 監修 編『難培養微生物研究の最新技術Ⅱ』シーエムシー出版、2010年4月。ISBN 978-4-7813-0183-9。 - 古川和寛、阿部洋、伊藤嘉浩、常田聡『第1編 第2章 生細胞内RNA検出のための化学反応プローブ』。
- 早稲田大学先進理工学部生命医科学科 編 編『生命科学概論ー環境・エネルギーから医療までー』朝倉書店、2012年4月。ISBN 978-4-254-17151-8。

### 科学研究費補助金
（研究代表者）
- 常田聡『機能性polymer brushを利用した生体高分子の高速三次元集積化』早稲田大学。（課題番号：08750877、奨励研究(A)、1996年度）
- 常田聡『食料産業におけるゼロエミッション化のための新しい排水処理システム』早稲田大学。（課題番号：11128250、特定領域研究(A)、1999年度、分担者：平田彰）
- 常田聡『食品産業におけるゼロエミッション化のための新しい排水処理システム』早稲田大学。（課題番号：12015244、特定領域研究(A)、2000年度、分担者：平田彰）
- 常田聡『畜産系排水の高度処理をめざしたメンブレンエアレーション型浄化システムの開発』早稲田大学。（課題番号：12555219、基盤研究(B)、2000 - 2003年度、分担者：久保田昇、日比谷和明、平田彰）
- 常田聡『微生物生態系を制御した高性能窒素・リン同時除去型排水処理システムの開発』早稲田大学。（課題番号：17310053、基盤研究(B)、2005年度 - 2008年度、分担者：星野辰彦、青井議輝）
- 常田聡『複合微生物系シミュレーションモデルの構築に基づくシステム微生物生態学の創生』早稲田大学。（課題番号：18656246、萌芽研究、2006 - 2007年度、分担者：青井議輝）
- 常田聡『微生物を介した大腸炎寛解プロセスのシステム論的制御』早稲田大学。（課題番号：23360373、基盤研究(B)、2011 - 2014年度、分担者：加川友己、大坂利文）
- 常田聡『難治性感染症の原因となる休止細菌の分子機構解明』早稲田大学。（課題番号：15K15134、挑戦的萌芽研究、2015 - 2016年度）

（研究分担者）
- 平田彰『微小重力場における化合物半導体単結晶育成時のマランゴニ対流現象機構の解明』早稲田大学。（課題番号：08650897、基盤研究(C)、1996 - 1997年度、分担者：新船幸二、桜井誠人、常田聡）
- 平田彰『中国回収衛星による化合物半導体の単結晶成長に関する研究』早稲田大学。（課題番号：08044175、国際学術研究、1996 - 1997年度、分担者：Xie Xie、岡野泰則、Zhong XingーR、桜井誠人、常田聡、早川泰弘、熊川征司、XingーRu Zhon）
- 平田彰『写真関連産業における廃棄物リサイクル手法の評価およびゼロエミッション化の検討』早稲田大学。（課題番号：09247242、重点領域研究、1997年度、分担者：常田聡）
- 平田彰『高品質単結晶育成を目指した微小重力場におけるマランゴニ対流の解明』早稲田大学。（課題番号：11694176、基盤研究(B)、1999 - 2001年度、分担者：新船幸二、木下敦寛、常田聡、村上義彦）
- 平田彰『バブルカラムリアクターを用いたAOP法による地下水からの有機塩素化合物の除去』早稲田大学。（課題番号：14550755、基盤研究(C)、2002 - 2004年度、分担者：常田聡）
- 木暮一啓『海洋中深層における非極限性古細菌の分子生態学的研究』東京大学。（課題番号：18201003、基盤研究(A)、2006 - 2008年度、分担者：浦川秀敏、千浦博、小川浩史、河原林裕、常田聡、砂村倫成、浜崎恒二、西村昌彦）

### その他の研究助成金
- 常田聡『難窒素循環研究のパラダイムシフトを目指した未培養性硝化細菌の網羅的・高速ハンティング』早稲田大学。（助成元：公益財団法人発酵研究所、助成名称:大型研究助成、挑戦的萌芽研究、2015年度、金額:1000万円）